# Inachoidinae
Inachoidinae is een onderfamilie van kreeftachtigen uit de klasse van de Malacostraca (hogere kreeftachtigen).

## Geslachten
- Collodes Stimpson, 1860
- Euprognatha Stimpson, 1871
- Inachoides H. Milne Edwards & Lucas, 1842
- Leurocyclus Rathbun, 1897
- Paradasygyius Garth, 1958
- Paulita Guinot, 2012
- Pyromaia Stimpson, 1871